# Margit Kaffka
Margit Kaffka (Nagykároly, 10 de junio de 1880 - Budapest, 1 de diciembre de 1918) fue una escritora y poetisa húngara.

## Biografía
Nació en el seno de una familia burguesa. Su padre, fiscal general, murió en 1886 siendo todavía joven y dejando a la familia en una situación económica bastante delicada, lo que motivó que Kaffka se preparase para maestra en el convento de las Hermanas de la Misericordia de Szatmár, donde obtuvo su título en 1898. Estudió un año más en la ciudad de Miskolc y consiguió una beca para cursar la titulación superior en Budapest, lo que le permitió trabajar como profesora de enseñanza secundaria.
En 1905 se casó con el ingeniero forestal Fröhlich Brúnó. En 1906 nació su hijo y en 1910 se divorció de su marido. Continuó trabajando en Budapest como profesora y ese mismo año la revista Nyugat. (Occidente) la aceptó como colaboradora permanente donde consiguió con sus publicaciones fama y el reconocimiento de sus colegas. 
En 1913 se casó con Ervin Bauer, médico-biólogo, hermano menor del autor Béla Balázs. En 1914, durante su viaje de novios en Italia, estalló la Primera Guerra Mundial. Su marido tuvo que incorporarse a filas y Kaffka abandonó su trabajo de profesora y pasó a dedicarse exclusivamente a la literatura. En 1918, su marido volvió herido del frente pero a los pocos meses, ella y su hijo murieron víctimas de la epidemia de gripe española.
El poeta Endre Ady la llamaba "la grandísima escritora". Sus primeras influencias fueron el poeta József Kiss y el círculo de escritores de La Semana (A Hét) además de, según su propia confesión, Mihály Szabolcska.

## Principales obras
Escribió varias novelas, libros de relatos y poemas. 
Publicó su primera novela Colores y años (Színek és évek) en 1912, donde describió la forma de vida de la nobleza húngara de la década de 1890, empobrecida y sin valores y  las estrictas reglas morales y sociales que regían la vida de muchas de las mujeres de esta clase social.
Su novela Hormiguero (Hangyabol) de 1917 está basada en sus experiencias como alumna del convento de las Hermanas de la Misericordia de Szatmár, donde estudió para profesora. En ella describe el ambiente asfixiante, las relaciones entre las monjas y las alumnas, sus ilusiones y aspiraciones, las luchas de poder, las rígidas reglas del convento y el amor entre mujeres.